# Thread (album)
Thread is een muziekalbum van de Britse saxofonist / dwarsfluitist Theo Travis en de gitarist Robert Fripp. Travis heeft al samengespeeld met andere musici uit de Britse rockwereld en speelt hier dus samen met Fripp. Het album is live opgenomen in Wiltshire, DGM Soundworld, een studio gerelateerd aan Fripp. Er zijn nog extra opnamen gemaakt van Travis op 24 augustus 2007. Daarna heeft Steven Wilson zich met mixen en masteren beziggehouden. Het album bevat ambient-muziek vermengd met de soundscapes van Fripp.

## Musici
- Theo Travis- saxofoon, fluit;
- Robert Fripp – gitaar.

## Composities
Allen van Travis en Fripp:
1. Land beyond the forest (4:23)
2. The apparent chaos of blue (8:50)
3. As snow falls (14:00)
4. Before then (6:22)
5. One whirl (2:39)
6. The silence beneath (8:36)
7. Curious (3:14)
8. The unspoken (5:22)
9. Pastorale (10:40)